# Bongo Fury
Bongo Fury studijski je album američkog glazbenika Frank Zappe i Captain Beefhearta (rođen 15. siječnja 1941., punim imenom Don Glen Vliet, američki glazbenik i vizualni umjetnik, Glendale, California), koji je izašao u listopadu 1975.g. Beefheart prihvaća Zappin poziv i pridružuje mu se na turneji gdje snimaju materijal za album. Album je sniman na koncertima u dvorani "Armadillo World Headquarters" i u Austinu i Teksassu. Osim tog materijala na albumu se nalaze i dvije studijske pjesme, "200 Years Old" i "Cucamonga".

## Popis pjesama
Sve pjesme objavljuju Frank Zappa i Captain Beefheart.

Sve pjesme komponirao je Zappa, osim 3 i 8 koje je komponirao Van Vliet.
1. "Debra Kadabra" (uživo) – 3:54
2. "Carolina Hard-Core Ecstasy" (uživo) – 5:59
3. "Sam With the Showing Scalp Flat Top" (uživo) – 2:51
4. "Poofter's Froth Wyoming Plans Ahead" (uživo) – 3:03
5. "200 Years Old" – 4:32
6. "Cucamonga" – 2:24
7. "Advance Romance" (uživo) – 11:17
8. "Man With the Woman Head" (uživo) – 1:28
9. "Muffin Man" (uživo) – 5:34

## Izvođači
- Terry Bozzio – bubnjevi
- Napoleon Murphy Brock – saksofon, vokal
- Captain Beefheart – harmonika, harfa, vokal
- George Duke – klavijature, vokal
- Bruce Fowler – trombon, plesač
- Tom Fowler – bas-gitara, plesač
- Chester Thompson – bubnjevi
- Denny Walley – vokal, gitara (slajd)
- Frank Zappa – gitara, klavijature, vokal

## Produkcija
- Frank Zappa - producent
- Michael Braunstein – projekcija
- Frank Hubach – projekcija
- Kelly Kotera – projekcija
- Kerry McNabb – projekcija
- Davey Moire – projekcija
- Cal Schenkel – dizajn
- Bob Stone – projekcija
- Mike Stone – projekcija
- John Williams – fotografija, slika albuma